# 強膜輪

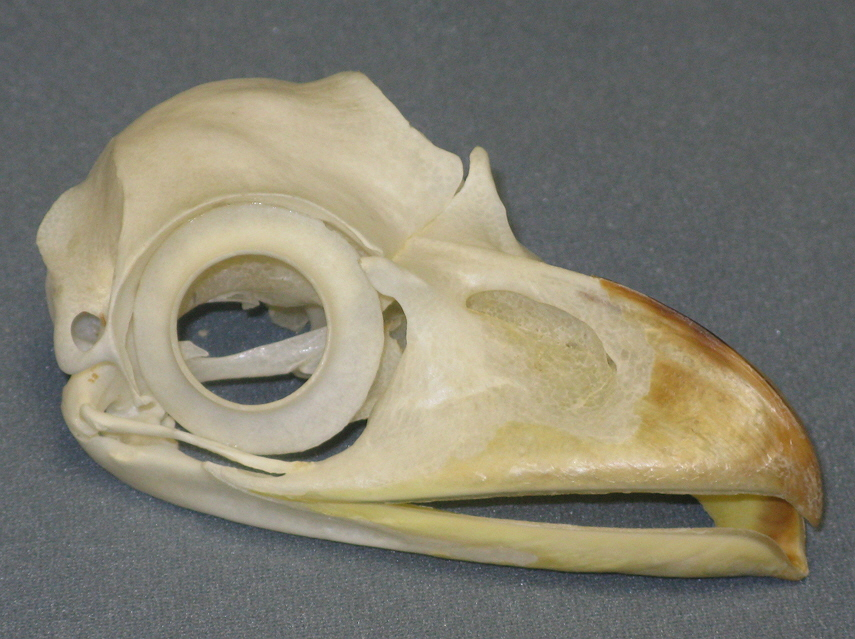
オーストラリアガマグチヨタカの頭蓋骨。眼窩にある骨の輪が強膜輪

強膜輪（きょうまくりん、scleral ring, sclerotic ring）または強膜板（きょうまくばん、sclerotic plate）は、脊椎動物の眼球に発達し、強膜を支持する骨質の輪状構造物。他に強膜骨環という表記や、強膜には鞏膜という表記もあるので鞏膜輪と書かれることもある。

## 系統
脊椎動物の進化の中で、多くの系統で骨組織または軟骨組織で眼球を支持する構造を発達させた者が現れているが、哺乳類と円口類においてはそのような構造を持つ者は知られていない。現生の動物で強膜輪が比較的よく観察できるのは、条鰭類・爬虫類・鳥類などである。しかし、両生類もその化石種では多数の強膜輪を持つ者が存在した。また、爬虫類の中のグループでもワニ目・ヘビ亜目・ミミズトカゲ亜目には存在しない。

## 構造

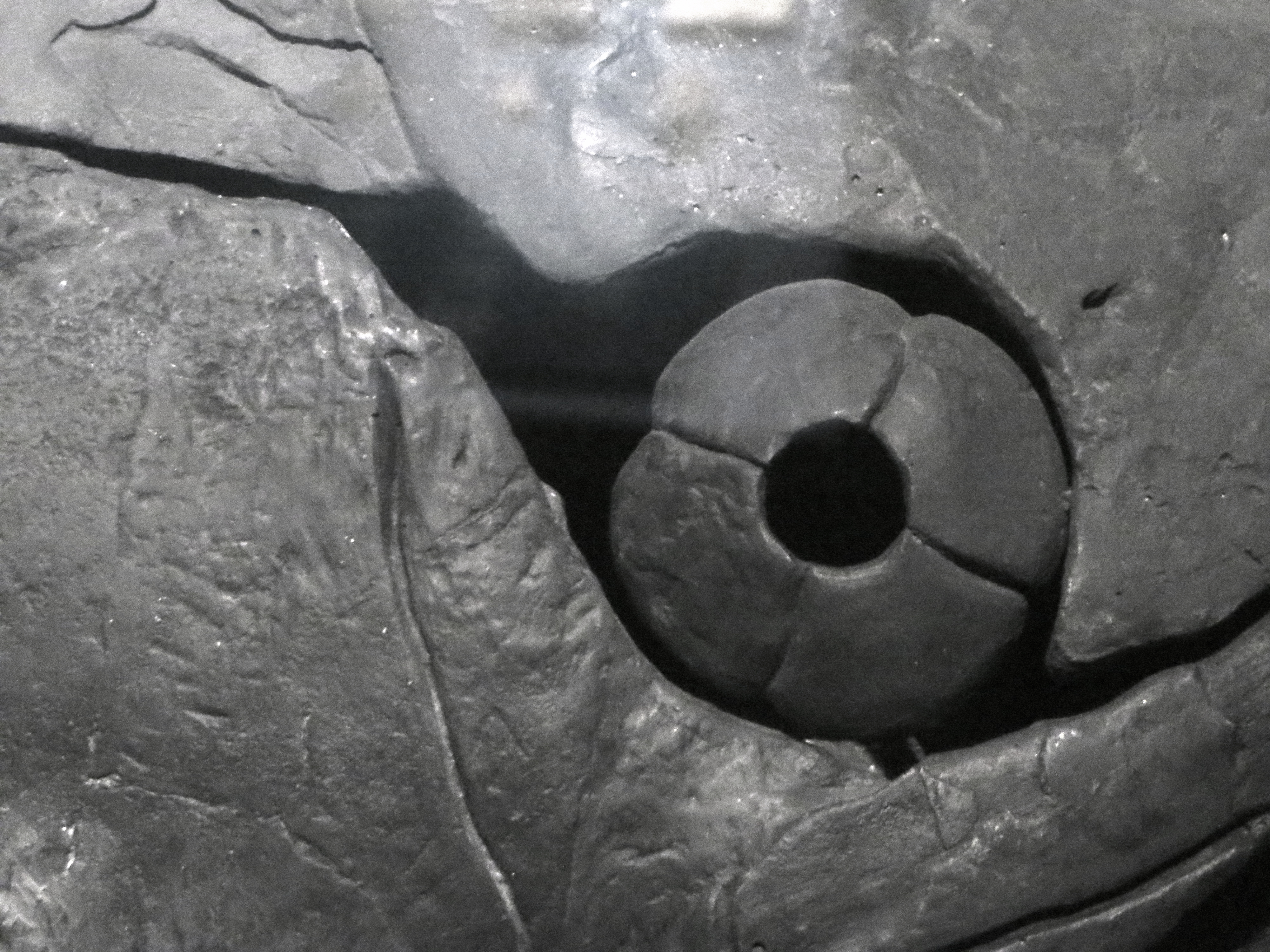
デボン紀の節頸目魚類ダンクルオステウスの眼窩。4枚の骨片が見える。より小型の節頸類であるコッコステウスも似たような4枚の骨片を持っていた。

強膜輪を構成する骨は1つの場合もいくつもの小片からなる場合もある。構成骨数にはその種によって大きな変異があり、化石両生類には20個もの骨からなる強膜輪を持つ者もいた。原始的な魚類では4個の骨から構成されるが、現生の条鰭類では1個または2個にまで減少している。
多数の小片が集まっている場合、隣同士の小片はその一部が重なり合うことによって繋がっていき、全体として輪を形成する。そのため、各小片は中央部が最も厚く（アメリカワシミミズクでは小片の最厚部は1.8 mmにもなる）、重なり合う両片縁に向かうに従って薄くなる。形成された強膜輪はおおよその形状として背の低い円錐台の側面を構成する。しかし形状においても変異は大きく、サギ類のようにほとんど平面をなすものからフクロウ類のように円筒形に近い形となるものまで様々である。

## 機能
強膜輪が発達している動物は眼球が球状でないことが多いことから、強膜輪の機能は眼球の形状維持であろうと言われている。内圧によって球状になろうとする眼球を、強膜輪の硬構造によって本来の形状を保持していると考えられているのである。

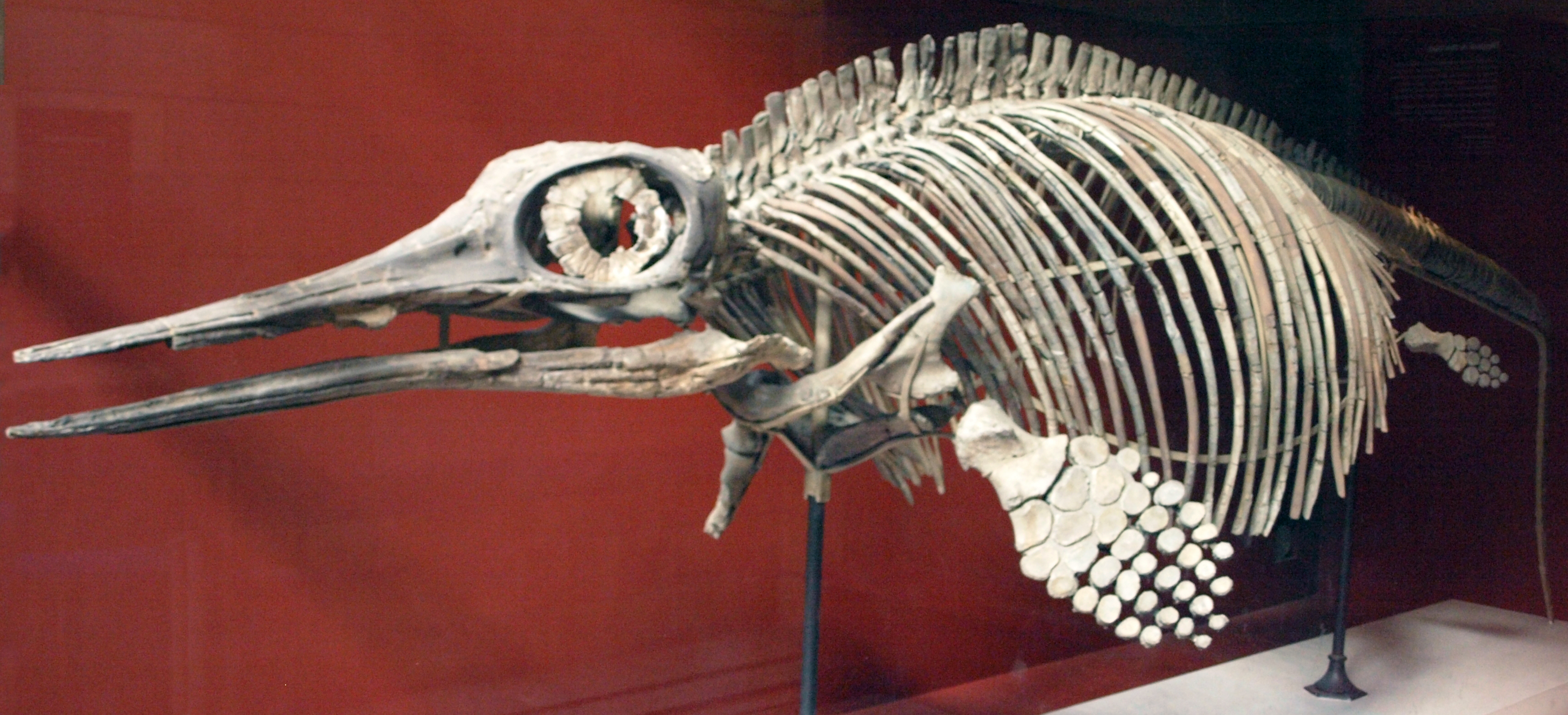
オフタルモサウルス（「眼の爬虫類」の意）の強膜輪は動物界で最大のものの一つである

また、魚竜は体との比率から言っても巨大な眼と発達した強膜輪を備えているが、これはその紡錘形の体表面において遊泳時に位置によって複雑に正圧・負圧のかかり方が異なり、他の動物と比べても大きな眼はその圧力変化の影響を受けやすいため、強膜輪の有用性が大きい、という観点も存在する。魚竜と同様に水中を流線型の体で進む大型動物であるクジラ類は哺乳類であるため強膜輪こそ持たないが、膜部組織の肥厚化や硬化によりやはり非球形眼球の形状を維持している。

## 日周期活動との関係

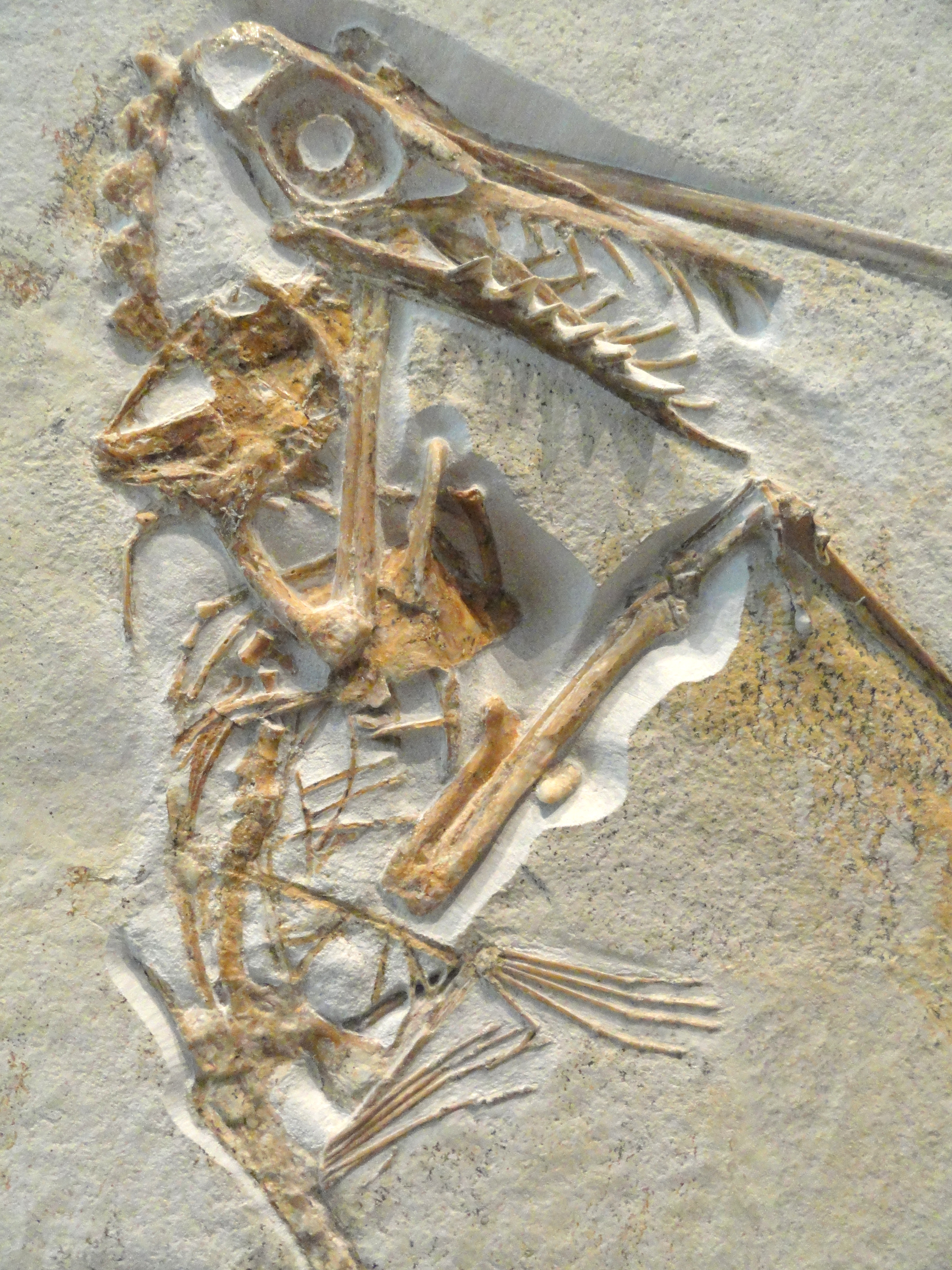
夜行性と見なされたランフォリンクスの強膜輪

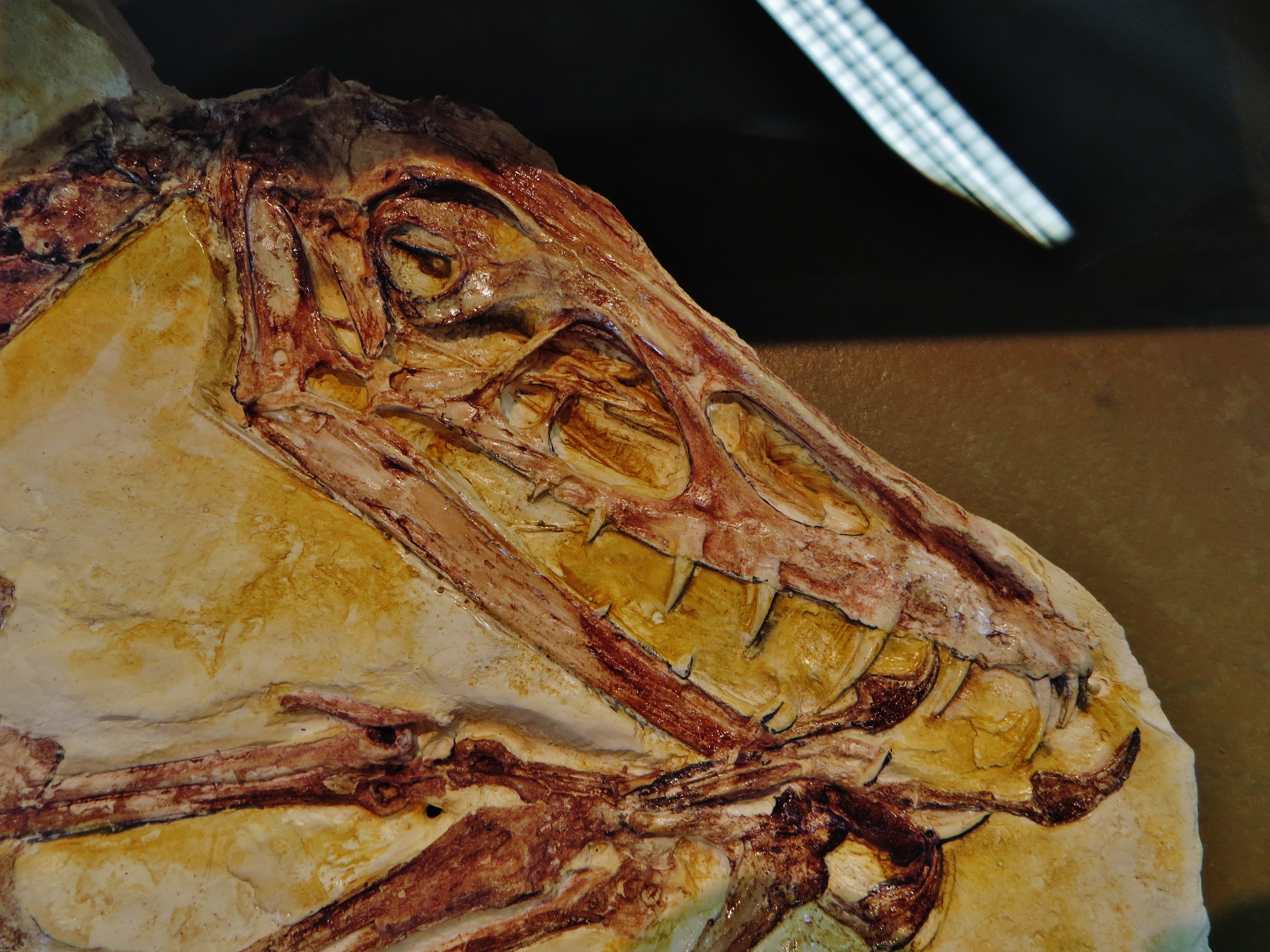
昼行性と見なされたスカフォグナトゥスの強膜輪

動物の行動はその日周期活動すなわち一日の中で主にいつ活動するかによって、主に日中活動する昼行性、主に夜間活動する夜行性、日中・夜間関係なく必要なときに活動する周日行性、夜明け前と日没直後に行動する薄明薄暮性などに分けられる。これらの動物の眼はその環境での光量の多さに従って、明るい場合は絞りを絞った状態・暗い場合は絞りを開いた状態・などその生活に適したf値をもつような構造になっていると考えられる。Schmitz と藻谷の2010年の研究では、日周期活動がわかっている現生陸上有羊膜類（哺乳類37種・鳥類19種・有鱗目10種の計66種72標本）の眼球について眼球直径・眼球長・最大瞳孔径などの数値を計測して解析したところ、非常に明確にその動物の日周期活動を予想できることが判明した。

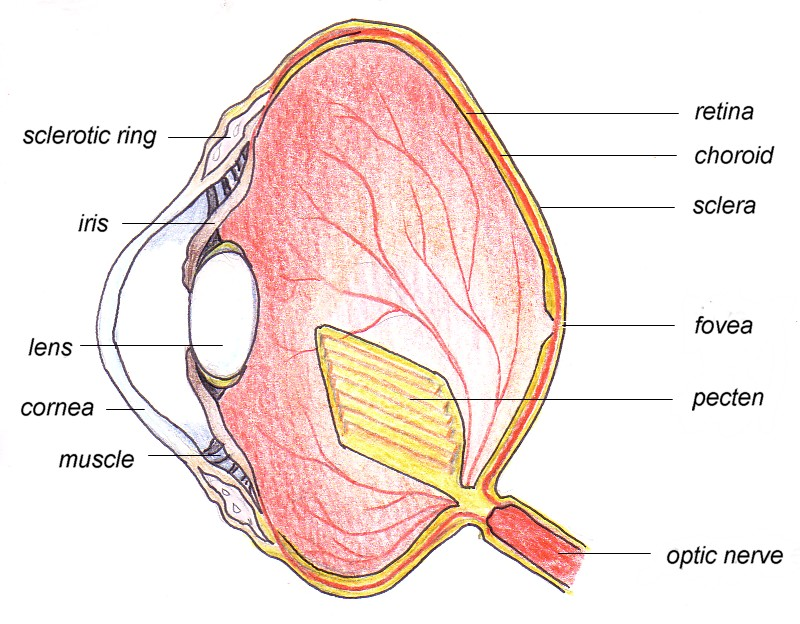
鳥類の眼球内の強膜輪の位置を示す図。強膜と角膜の境界付近にある"sclerotic ring"が強膜輪

さらに彼らは同じ論文で、強膜輪の外径は眼球の大きさ（直径・軸長）に、強膜輪の内径は水晶体径に高い相関があることが知られており、60科251種1499標本の地上棲鳥類の強膜輪から得られた外径と内径の数値からも同様に確度の高い日周期活動の予測が可能であることを示した。これは単純化して言えば、夜間活動する動物は眼に入る光量を多くするためf値の小さい眼、つまり強膜輪外径に対して内径の大きい眼を持ち、明るい時間帯に活動するものはその逆で強膜輪外径に対して内径が小さいf値の大きな眼を持つということである。
眼球そのものは軟組織であるため化石化した場合基本的に保存されないが、強膜輪は骨性のため化石に保存されることがしばしばある。2011年にSchmitz と藻谷は上記で得られた成果を化石動物に拡張し、33種の化石主竜類についてその強膜輪による日周期活動の推測を発表した。以下はその一覧であり、左から、学名・その動物の生態・彼らの推測する日周期活動、を記している。
- 基底的主竜類

Euparkeria capensis（捕食性）　：【夜行性】
Proterosuchus vanhoepeni（捕食性）　：【周日行性】
- 翼竜類

Ctenochasma elegans（飛行性）　：【夜行性】
Ctenochasma taqueti（飛行性）　：【夜行性】
Pterodactylus antiquus（飛行性）　：【昼行性】
Pterodaustro guinazui（飛行性）　：【夜行性】
Rhamphorhynchus muensteri（飛行性）　：【夜行性】
Scaphognathus crassirostris（飛行性）　：【昼行性】
Tapejara wellnhoferi（飛行性）　：【周日行性】
Tupuxuara sp.（飛行性）　：【昼行性】
- 鳥盤類

Agilisaurus louderbacki（草食性）　：【昼行性】
Corythosaurus casuarius（草食性）　：【周日行性】
Prosaurolophus maximus（草食性）　：【周日行性】
Protoceratops andrewsi（草食性）　：【周日行性】
Psittacosaurus mongoliensis（草食性）　：【周日行性】
Saurolophus osborni（草食性）　：【周日行性】
- 基底的竜盤類

Herrerasaurus ischigualestensis（捕食性）　：【周日行性】
- 竜脚形類

Diplodocus longus（草食性）　：【周日行性】
Lufengosaurus huenei（草食性）　：【周日行性/夜行性】
Nemegtosaurus mongoliensis（草食性）　：【周日行性】
Plateosaurus longiceps（草食性）　：【周日行性】
Riojasaurus incertus（草食性）　：【周日行性】
- 非鳥類獣脚類

Garudimimus brevipes（草食性）　：【周日行性】
Juravenator starki（捕食性）　：【夜行性】
Megapnosaurus kayentakatae（捕食性）　：【夜行性】
Microraptor gui（捕食性）　：【夜行性】
Ornithomimus edmontonicus（草食性）　：【周日行性/夜行性】
Sinornithosaurus sp.（捕食性）　：【周日行性】
Velociraptor mongoliensis（捕食性）　：【夜行性】
- 鳥類

Archaeopteryx lithographica（飛行性）　：【昼行性】
Confuciusornis sanctus（飛行性）　：【昼行性】
Sapeornis chaoyangensis（飛行性）　：【昼行性】
Yixianornis grabaui（飛行性）　：【昼行性】
これらの結果から、「捕食者に夜行性・周日行性が多い」「飛行者の昼行性の割合は地上生活者よりも多い」などの傾向は現生食肉目・現生飛行脊椎動物と共通であるとし、これまで一般的によく言われてきた「中生代において主竜類は昼行性で哺乳類は夜行性だった」というモデルは必ずしも正しくないことが示された。